# KISS×KISS
『KISS×KISS』（キスキス）は、1993年10月7日から1994年9月までテレビ朝日系列局で放送されたバラエティ番組である。『ネオバラエティ』木曜（当時の枠は23:25 - 23:55、大相撲開催時には『大相撲ダイジェスト』の放送によって休止）第1回目の番組として放送された。

## 概要
スタジオ公開収録型のカップリングパーティー番組。男女グループがそれぞれ4名ずつ対面し、第一印象とフリータイムのあとに告白する。フリータイムでは、簡単な心理ゲームのコーナーがあった。カップルが成立すると、男性は女性の頬（最終回だけ唇）にキスをするのが定番だった。オープニングとエンディングで司会の二人が「キス!キス!」とコールしていた。
番組オープニングにm.c.A・Tの「Bomb A Head!」「Coffee Scotch Mermaid」が使われていた。

## 出演者
- 山田雅人
- 中山秀征
- 番組参加者

| テレビ朝日 木曜23:25枠（『ネオバラエティ』木曜） | テレビ朝日 木曜23:25枠（『ネオバラエティ』木曜） | テレビ朝日 木曜23:25枠（『ネオバラエティ』木曜） |
| 前番組                                           | 番組名                                           | 次番組                                           |
| ------------------------------------------------ | ------------------------------------------------ | ------------------------------------------------ |
| ネオドラマ （1992年4月6日 - 1993年9月30日）      | KISS×KISS （1993年10月7日 - 1994年9月）          | ノーメイク （1994年10月 - 1995年3月）            |